# Jonny Kim
Pour les articles homonymes, voir Kim.
Jonathan Yong Kim, dit Jonny Kim, est un militaire, médecin et astronaute américain né le 5 février 1984 à Los Angeles, Californie.

## Biographie
Jonny Kim est d'origine sud-coréenne.
Son père, violent avec sa famille, s'est fait abattre par la police un soir alors qu'il avait menacé sa femme et ses enfants de les tuer avec une arme à feu. Ce traumatisme durant l’enfance s’est transformé en peur. Ne voulant plus vivre dans la peur, il entend un de ses amis parler de sa passion, les Navy SEALs, et décide d’y postuler afin de surmonter ses angoisses.
Il a été membre des Navy SEALs (les forces spéciales de la marine américaine) et y a reçu la Silver Star et la Bronze Star pour une centaine d'opérations comme tireur d'élite, médecin militaire et navigateur,.
Diplômé de l'université de San Diego et de la Harvard Medical School, Jonny Kim est médecin.
Jonny Kim effectue sa première mission dans l'espace en tant qu'ingénieur de vol de l'Expédition 73 de l'ISS. Il décolle sur le Soyouz MS-27 le 8 avril 2025, en compagnie des cosmonautes Sergueï Rijikov et Sergueï Mikaïev. Il a été la doublure de Donald Pettit, qui vole sur le Soyouz MS-26. 